# بام فليتشير
بام فليتشير (بالإنجليزية: Pam Fletcher)‏ هي متزحلقة أمريكية، ولدت في 30 يناير 1963 في أكتون في الولايات المتحدة.

## وصلات خارجية
- بام فليتشير على موقع الاتحاد الدولي للتزلج (التزلج على المنحدرات الثلجية) (الإنجليزية)